# Gymnophryxe claripennis
Gymnophryxe claripennis är en tvåvingeart som först beskrevs av Henry J. Reinhard 1943.  Gymnophryxe claripennis ingår i släktet Gymnophryxe och familjen parasitflugor. Inga underarter finns listade i Catalogue of Life.